# Municipio de Aurora (condado de Brookings)
El municipio de Aurora (en inglés: Aurora Township) es un municipio ubicado en el condado de Brookings en el estado estadounidense de Dakota del Sur. En el año 2010 tenía una población de 294 habitantes y una densidad poblacional de 3,44 personas por km².

## Geografía
El municipio de Aurora se encuentra ubicado en las coordenadas 44°19′47″N 96°41′46″O / 44.32972, -96.69611. Según la Oficina del Censo de los Estados Unidos, el municipio tiene una superficie total de 85.47 km², de la cual 85,37 km² corresponden a tierra firme y (0,12 %) 0,1 km² es agua.

## Demografía
Según el censo de 2010, había 294 personas residiendo en el municipio de Aurora. La densidad de población era de 3,44 hab./km². De los 294 habitantes, el municipio de Aurora estaba compuesto por el 91,5 % blancos, el 7,14 % eran de otras razas y el 1,36 % eran de una mezcla de razas. Del total de la población el 9,18 % eran hispanos o latinos de cualquier raza.